# Jalaun
Jalaun es una ciudad y municipio situado en el distrito de Jalaun en el estado de Uttar Pradesh (India). Su población es de 56909 habitantes (2011). 

## Demografía
Según el censo de 2011 la población de Jalaun era de 56909 habitantes, de los cuales 30070 eran hombres y 26839 eran mujeres. Jalaun tiene una tasa media de alfabetización del 77,58%, superior a la media estatal del 67,68%: la alfabetización masculina es del 84,19%, y la alfabetización femenina del 70,13%.